# Ludovic Bonleux
 (mai 2025).
Si vous disposez d'ouvrages ou d'articles de référence ou si vous connaissez des sites web de qualité traitant du thème abordé ici, merci de compléter l'article en donnant les références utiles à sa vérifiabilité et en les liant à la section « Notes et références ».
 (juin 2025).
Ludovic Bonleux (Arcachon, France, 29 juin 1974) est un réalisateur de cinéma français qui vit au Mexique.

## Biographie
Après des études d'histoire à Bordeaux, Ludovic Bonleux s'est établi au Mexique où il a réalisé plusieurs documentaires sur des thèmes sociaux. Il a également participé à la production de nombreux documentaires comme chef opérateur ou producteur.

## Filmographie
- Le crime de Zacarías Barrientos (2008)
- U.S. Caravana  (2012)
- Rappelle-toi Acapulco (2013)
- Guerrero (2018)
- Pourquoi tu les tues? (2018)
- Toshkua (2022)

Son dernier film, Toshkua, est un film sur la perte. Il raconte l'histoire de deux personnes du Honduras qui luttent contre la disparition. Le mot toshkua signifie disparaître en langue pesh. Dans le film, il s'agit de la disparition au Mexique d'un fils recherché par sa mère, Mary Elizabeth Martinez Castro, avec la caravane des mères, qui tentent tous les ans de retrouver de nombreux jeunes migrants d'Amérique Centrale disparus au Mexique.
C'est aussi la disparition de la jungle Mosquitia, de la langue et de la culture pesh, que Francisco, doyen de l'ethnie pesh, cherche à sauver.
Le film a été projeté en 2025 lors des 20e Images Hispano-Américaines d'Annecy, en présence du réalisateur et de Mary Martinez.

## Distinctions
- «Prix du public» (festival Zanate, le Mexique, 2017)
- «Best Social justice documentary» (Sainte Barbara Film Festival, USA, 2018)
- «Déesse d'Argent meilleur documentaire» (Pecime, Mexique, 2018)
- «Meilleur court-métrage national» (festival Doqumenta Querétaro, 2019)
- «Meilleur documentaire catégorie mouvements sociaux» (festival Voix contre le silence, Mexique, 2020)[2]
- «Best documentary» (International Ethno Film Festival The Heart of Slavonia, Croatie, 2020)